# Venstre
 For alternative betydninger, se Venstre (flertydig). (Se også artikler, som begynder med Venstre)
Venstre, officielt Venstre, Danmarks Liberale Parti (partibogstav V), er et politisk parti i Danmark. Partiet opstod i sin nuværende form i 1910, men kan føre sin historie tilbage til dannelsen af Det forenede Venstre i 1870.
Venstre har sine rødder i bondebevægelsen og vækkelsesbevægelserne, og partiet står fortsat stærkest i distrikterne i Vestjylland, altså de mindst urbane områder i Danmark. Partiet stod oprindeligt i kontrast til Højre, og var oprindeligt placeret på den liberale venstrefløj i Folketinget, hvilket er forklaringen på navnet. I sidste halvdel af 1900-tallet begyndte transformationen til et mere vidtfavnende, borgerligt parti med en stabil og højere tilslutning i byerne. Venstre definerer sig selv om et liberalt parti. Fra 1872 til 1913, i 1918-1924 og igen i 2001-2015 var partiet Danmarks største parti ved folketingsvalgene. Partiet har siden systemskiftet i 1901 leveret 11 danske statsministre. De to seneste var Anders Fogh Rasmussen (2001-2009) og Lars Løkke Rasmussen (2009-2011 og 2015-2019).
Siden november 2023 har Troels Lund Poulsen været formand for Venstre, og Stephanie Lose været partiets næstformand.
På stemmesedlerne anvender partiet »V«, men havde »D« indtil 1971.
Partiets officielle ungdomsorganisation er Venstres Ungdom (VU). Derudover er Liberalt Oplysnings Forbund (LOF) og Danmarks Liberale Studerende tilknyttet Venstre.

## Politik
Venstres nuværende principprogram "Fremtid i frihed og fællesskab" blev vedtaget i 2006. Ifølge det bygger Venstres politik på et liberalt menneskesyn, ifølge hvilket mennesket trives bedst i frihed under ansvar for sit eget liv og medansvar for andre mennesker og fællesskabet.
I 2022 lægger Venstre især vægt på følgende seks politiske områder:
- Danmark som foregangsland i klimapolitikken via investeringer i grøn vækst
- Et sundhedsvæsen med flere praktiserende læger og kortere ventelister
- Større valgfrihed for bl.a. uddannelsessøgende og ældre
- Konsekvente krav til udlændinge i Danmark med lavere ydelser til arbejdsløse indvandrere, arbejdspligt for kontanthjælpsmodtagere og hårdere straffe for kriminelle
- Det skal kunne betale sig at arbejde - skattelettelser til personer i arbejde og tilbagerulning af højere ydelser til dagpengemodtagere
- Styrkelse af forsvaret, aktiv deltagelse i internationale initiativer for fred, demokrati og frihedsrettigheder, og en styrket indsats for danske veteraner

## Historie

### Fra 1870 til systemskiftet
Venstre har rødder i Bondevennernes Selskab, der blev stiftet i 1846 og ophørte med at eksistere i 1860'erne. Venstres officielle stiftelse regnes for at være 1870, hvor forskellige venstregrupper gik sammen som "Det Forenede Venstre" i en rigsdagsgruppe uden nogen fælles vælgerorganisation. Gruppen talte knap halvdelen af Folketingets medlemmer og var forenet af ønsker om indførelse af parlamentarisme, reformer af fæstevæsenet og en anden fordeling af skatterne. I 1872 kom et nyt program, og samme år gik gruppen til folketingsvalg ledet af Christen Berg og vandt absolut flertal i Folketinget. Herefter blev partiet ledende i forfatningskampen imod det godsejerdominerede Højre og for indførelsen af folketingsparlamentarisme. Partiet blev imidlertid splittet på spørgsmålet om indretningen af forsvaret efter Danmarks nederlag i 2. Slesvigske Krig i 1864 og på uenighed om, hvordan man skulle forholde sig overfor Højreregeringen Estrups håndfaste politik fra 1875. Derfor blev partiet flere gange splittet i forskellige moderate og mere radikale fløje. Én fløj – de senere radikale – ville vælte Estrup-regeringen ved at sætte hårdt mod hårdt. En anden fløj – de senere moderate – ville svække regeringen ved at forhandle med de mere mådeholdne af regeringens tilhængere.
Omkring 1880 var Venstre reelt delt i to stridende partier: Det Folkelige Venstre med Viggo Hørup, Edvard Brandes og Christen Berg (og en kort overgang det Radikale Venstre (1878)) og Moderate Venstre ledet af bl.a. Ludvig Holstein-Ledreborg, Sofus Høgsbro og Frede Bojsen. Allerede i 1884 blev Det Folkelige Venstre også splittet. Hørup og Brandes gendannede det Radikale Venstre, mens Berg og hans tilhængere gik sammen med Det Moderate Venstre og dannede Det Danske Venstre. Efter at de moderate dele af Venstre i 1894 indgik forlig med Højre om Københavns Befæstning, stiftede bl.a. Viggo Hørup, Edvard Brandes, J.C. Christensen og Carl Theodor Zahle Venstrereformpartiet året efter i protest mod "det rådne forlig". Sofus Høgsbro blev Reformpartiets formand, men dets reelle leder var J.C. Christensen. Forligstilhængerne i Venstre fortsatte i Moderate Venstre, først ledet af Bojsen, indtil han i 1898 trak sig tilbage fra politik, og derefter af Klaus Berntsen og siden Niels Neergaard.

### Systemskiftet
Ved folketingsvalget i 1898 vandt Venstrereformpartiet langt over halvdelen af Folketingets mandater, mens regeringspartiet Højre gik tilbage. I 1901 gentog det samme sig: Venstrereformpartiet gik 12 mandater frem til i alt 75 af Folketingets 113 medlemmer (eksklusive Færøerne), mens Højre tabte syv mandater og nu kun have otte pladser tilbage i Folketinget. Efter valget var det klart selv for kong Christian 9., der hidtil havde støttet de forskellige Højre-regeringer under hele den mangeårige forfatningskamp, at det var nødvendigt med et regeringsskifte. Han ønskede dog ikke direkte at bede Venstreformpartiets leder J.C. Christensen om at danne regering, men henvendte sig i stedet til juraprofessoren J.H. Deuntzer, der var kendt for at have Venstresympatier, men ikke var aktiv politiker. Deuntzer dannede derpå den første Venstre-regering i Danmark. Den historiske begivenhed blev kaldt for Systemskiftet, idet den etablerede en ny statsskik, hvorefter regeringen fremover med ganske få undtagelser er udsprunget af folketingsflertallet. Deuntzer sammensatte en regering af folk fra Venstrereformpartiet, deriblandt J.C. Christensen, der blev regeringens egentlige politiske leder, den aldrende veteran Viggo Hørup fra partiets radikale fløj, det sjællandske Venstres leder P.A. Alberti og landbrugsministeren Ole Hansen, der blev kendt som "den første bonde i kongens råd".
Deuntzers regering fik gennemført en række reformer, således statsskatteloven af 1903, der medførte en storstilet omlægning af skattesystemet, der afskaffede den hidtidige hartkornsskat og i stedet indførte indkomstskat og formueskat i Danmark. Reformen medførte, at befolkningen i byerne kom til at betale mere i skat, mens landmændene slap noget billigere end før. Regeringen iværksatte også en demokratisering af skole- og kirkevæsenet med indførelse af folkevalgte menighedsråd, hvortil også kvinder havde stemmeret, og med loven om højere almenskoler fra 1903, hvor det treårige gymnasium afløste den hidtidige latinskole, og der indførtes en mellemskole, der byggede bro mellem folkeskolens yngste klasser og enten en etårig realklasse eller gymnasiet.

### Fra 1905 til anden verdenskrig
I 1905 blev Venstrereformpartiets stærke mand J.C. Christensen selv konseilspræsident.
Kort efter blev partiet imidlertid sprængt på grund af uenighed om forsvarspolitikken, modsætningsforholdet mellem gårdejere og husmænd og spørgsmålet om forholdet til det voksende Socialdemokrati. En gruppe såkaldte "rebeller" fra partiets radikale fløj blev ekskluderet af Venstrereformpartiet for bagefter at konstituere sig som partiet Folketingets Venstre. I maj samme år stiftede en gruppe borgere ledet af bl.a. Peter Munch og Ove Rode Det Radikale Venstre, hvis socialliberale og antimilitaristiske program Folketingets Venstre tilsluttede sig.
På trods heraf havde Venstrereformpartiet stadig en stor vælgermæssig opbakning, og J.C. Christensen kunne formodentlig have siddet i mange år, hvis ikke hans justitsminister Alberti i 1908 pludselig havde meldt sig selv for bedrageri og falskneri. Den skandale rev J.C. Christensen med i faldet. Han blev aldrig regeringsleder igen, men fortsatte dog med at trække i trådene i partiet i mange år. Inden sin afgang havde han imidlertid inddraget den moderate leder Niels Neergaard som finansminister i sin regering, og dermed skabte han grobund for den senere samling af Det moderate Venstre og Venstrereformpartiet i 1910 under det fælles navn Venstre. Neergaard blev selv konseilspræsident, da J.C. Christensen måtte gå af, men ønskede også at trække sig efter folketingsvalget 1909, hvor regeringen led et stort nederlag. Han blev efterfulgt af den gamle Venstreveteran lensgreve Ludvig Holstein-Ledreborg, som imidlertid kun var konseilspræsident i få måneder, før han blev væltet af et mistillidsvotum i Folketinget og afløst af en radikal regering.
Ved folketingsvalget 1910, hvor Venstre for første gang optrådte som ét parti under dette navn, nød partiet godt af, at der ikke længere var stemmespild på grund af konkurrencen mellem moderate og Venstrereformkandidater, og opnåede netop halvdelen af Folketingets mandater. Den tidligere indenrigsminister Klaus Berntsen, der havde været fremtrædende i det tidligere moderate Venstre, blev ny konseilspræsident 1910-1913.
Berntsen måtte dog gå af efter folketingsvalget i 1913, hvor Venstre tabte 13 mandater, og blev afløst af den radikale regeringen Zahle II, der sad i syv år indtil Påskekrisen i 1920. Derefter blev Niels Neergaard igen statsminister for en Venstreledet regering indtil 1924, og efter to år i opposition blev Thomas Madsen-Mygdal statsminister 1926-1929 som den sidste Venstremand inden 2. verdenskrig. Madsen-Mygdal blev samtidig den første formand for Venstres landsorganisation, der blev dannet så sent som i 1929. Madsen-Mygdal blev på denne post indtil 1941.

### Fra anden verdenskrig til 2001
Frem til 1968 var Venstre det selvfølgelige borgerlige statsministerparti, og det dannede regering i 1945-47 under Knud Kristensen og i 1950-1953 med Erik Eriksen som statsminister i en koalitionsregering med Det Konservative Folkeparti. Også i de følgende år i opposition under socialdemokratisk ledede regeringer fortsatte VK-samarbejdet.
Som følge af afvandringen fra landbruget blev Venstres hidtidige medlems- og vælgergrundlag kraftigt reduceret fra omkring 1950. Derfor blev en omstillingsproces fra et landboparti til et mere bredt favnende liberalt parti påbegyndt fra midten af 1960'erne. Partiet indgik i en række skiftende regeringskonstellationer i resten af årtusindet. 1968-1971 var det en del af den såkaldte VKR-regering med den radikale Hilmar Baunsgaard som statsminister og Venstres formand Poul Hartling som udenrigsminister. 1973-1975 dannede Hartling en historisk smal Venstre-regering baseret på partiets egne 22 mandater efter jordskredsvalget i 1973. 1978-1979 var partiet juniorpartner i en SV-regering med socialdemokraten Anker Jørgensen som statsminister og Venstres formand Henning Christophersen som udenrigsminister, og i 1982-1993 havde partiet samme rolle i en række skiftende borgerlige regeringer under den konservative Poul Schlüters ledelse. Henning Christophersen var finansminister 1982-1984, hvor han forlod dansk politik til fordel for en post som EU-kommissær. Udenrigsminister Uffe Ellemann-Jensen blev derefter valgt til ny formand for Venstre. Han ledede partiet indtil 1998, hvor han afløstes af Anders Fogh Rasmussen.

### Det 21. århundrede
Ved folketingsvalget 2001 fik Venstre efter en effektiv kampagne, som blandt andet fokuserede på en stramning af udlændingepolitikken, indførelsen af det såkaldte skattestop og en afskaffelse af ventelister til sygehusene, en tilslutning på 31 % af vælgerne og blev dermed landets største parti for første gang siden 1924. Anders Fogh Rasmussen dannede regering med de konservative som koalitionspartner og Dansk Folkeparti som støtteparti. De tre partier havde tilsammen et parlamentarisk flertal, og det var dermed første gang siden 1929, at en borgerlig regering ikke var afhængig af støtte fra et eller flere midterpartier for at opnår flertal i Folketinget. Regeringskoalitionen fortsatte indtil 2011, fra 2009 med Lars Løkke Rasmussen som Venstres partiformand og statsminister. Efter en oppositionsperiode 2011-2015 vendte Løkke Rasmussen tilbage som statsminister, i 2015-2016 i spidsen for en ren Venstreregering og 2016-2019 som leder af en ny koalitionsregering med Liberal Alliance og de Konservative.
Efter tabet af regeringsmagten ved folketingsvalget 2019 og intern strid i Venstres ledelse måtte Lars Løkke Rasmussen trække sig som formand, og Jakob Ellemann-Jensen afløste ham i september 2019. Siden januar 2021 har Stephanie Lose været næstformand for partiet.
Den 18. november 2023 valgtes Troels Lund Poulsen til ny formand, medens Lose fortsatte som næstformand.

### Afskalninger
En række medlemmer er i tidens løb brudt ud af Venstre og har dannet egne partier. Det gælder således Det Radikale Venstre, der blev dannet af udbrydere fra Venstrereformpartiet i 1905. I 1934 blev Det Frie Folkeparti (senere Bondepartiet) dannet af udbrydere fra Venstres folketingsgruppe. I 1953 stiftede Venstres tidligere formand og statsminister Knud Kristensen partiet De Uafhængige i protest mod grundlovsrevisionen 1953 og både Venstres og de Konservatives kompromissøgende politik. I 1965 dannede folketingsmedlemmerne Niels Westerby og Børge Diderichsen partiet Liberalt Centrum grundet uenighed om blandt andet Venstres økonomiske politik. I 2021 forlod tidligere formand og statsminister for Venstre Lars Løkke Rasmussen partiet for senere at stifte partiet Moderaterne, mens den tidligere næstformand Inger Støjberg i 2022 stiftede Danmarksdemokraterne. Ved folketingsvalget 2022, hvor Venstre led sit værste valg siden 1988, opnåede Venstre 23 mandater og Moderaterne og Danmarksdemokraterne hhv. 16 og 14.

## Organisation
Venstre var i mange år organiseret i et vidt forgrenet net af lokale foreninger. Først i 1929 blev de samlet i en egentlig landsdækkende partiorganisation. Medlemstallet kulminerede i 1950 med ca. 200.000 medlemmer. Ved udgangen af 2021 var der 28.000 medlemmer.
Venstres øverste myndighed er partiets landsmøde, der finder sted hvert efterår med mere end tusinde deltagere. Indimellem landsmøderne ledes organisationen af hovedbestyrelsen, der nedsætter et forretningsudvalg til at varetage en række praktiske opgaver. Venstres formand er samtidig formand for hovedbestyrelsen. Derudover består den af Venstres næstformand og kasserer samt formænd for kommuneforeningerne og regionsbestyrelserne, repræsentanter fra folketingsgruppen, formanden for Venstres gruppe i Europaparlamentet, repræsentanter fra Venstres Ungdom og Liberalt Oplysnings Forbund, formændene for Venstres faste udvalg og Venstres medlemmer af formandskabet i KL og Danske Regioner. Endelig vælger Venstres Landsmøde direkte ti medlemmer til hovedbestyrelsen, hvoraf de tre samtidig er medlemmer af forretningsudvalget.
Siden 1971 har Venstre haft sit hovedkvarter på landstedet Carlsminde i Søllerød i Nordsjælland.

### Partiledere
| Navn                   | Tiltrådt | Afgået | Noter        |
| ---------------------- | -------- | ------ | ------------ |
| Thomas Madsen-Mygdal   | 1929     | 1941   | d.1943       |
| Knud Kristensen        | 1941     | 1949   | d.1962       |
| Edvard Sørensen        | 1949     | 1950   | d.1954       |
| Erik Eriksen           | 1950     | 1965   | d.1972       |
| Poul Hartling          | 1965     | 1977   | d.2000       |
| Henning Christophersen | 1977     | 1984   | d.2016       |
| Uffe Ellemann-Jensen   | 1984     | 1998   | d.2022       |
| Anders Fogh Rasmussen  | 1998     | 2009   |              |
| Lars Løkke Rasmussen   | 2009     | 2019   |              |
| Jakob Ellemann-Jensen  | 2019     | 2023   |              |
| Stephanie Lose         | 2023     | 2023   | konstitueret |
| Troels Lund Poulsen    | 2023     |        |              |

### Folketingsmedlemmer
Ved Folketingsvalget 2022 blev 23 kandidater valgt ind i Folketinget for Venstre, et tab på 20 mandater i forhold til forrige valg.
| Navn                       | Stemmer | Kreds                       | Hverv                                                                               | Noter                                       |
| -------------------------- | ------- | --------------------------- | ----------------------------------------------------------------------------------- | ------------------------------------------- |
| Søren Gade                 | 17.998  | Vestjyllands Storkreds      | Formand for folketinget                                                             |                                             |
| Sophie Løhde               | 12.210  | Nordsjællands Storkreds     | Indenrigs- og sundhedsminister                                                      |                                             |
| Preben Bang Henriksen      | 10.644  | Nordjyllands Storkreds      | Retsordfører                                                                        |                                             |
| Marie Bjerre               | 9.744   | Nordjyllands Storkreds      | Økonomi- og finansordfører                                                          |                                             |
| Anni Matthiesen            | 9.540   | Sydjyllands Storkreds       | Gruppenæstformand, Børne- og undervisningsordfører, Turismeordfører, Socialordfører |                                             |
| Thomas Danielsen           | 7.568   | Vestjyllands Storkreds      | Transportminister                                                                   |                                             |
| Mads Fuglede               | 6.981   | Vestjyllands Storkreds      | Forsvarsordfører, Indfødsretsordfører, Udlændinge- og integrationsordfører          |                                             |
| Erling Bonnesen            | 6.489   | Fyns Storkreds              | Miljø- og fødevareordfører                                                          |                                             |
| Christoffer Aagaard Melson | 6.460   | Sydjyllands Storkreds       | Beskæftigelsesordfører, Sundheds- og psykiatriordfører                              |                                             |
| Jacob Jensen               | 5.797   | Sjællands Storkreds         | Fødevare-, landbrugs- og fiskeriminister                                            |                                             |
| Michael Aastrup Jensen     | 5.795   | Østjyllands Storkreds       | Grønlands- og Færøordfører, Udenrigsordfører, Udviklingsordfører                    |                                             |
| Morten Dahlin              | 5.466   | Sjællands Storkreds         | By- og landdistrikts-, Nordisk samarbejde-, og kirkeminister                        |                                             |
| Torsten Schack Pedersen    | 5.248   | Nordjyllands Storkreds      | Politisk ordfører, Fiskeriordfører                                                  |                                             |
| Hans Christian Schmidt     | 5.084   | Sydjyllands Storkreds       | Ordfører for landdistrikter og øer, Ældreordfører                                   |                                             |
| Lars Chr. Lilleholt        | 5.017   | Fyns Storkreds              | Gruppeformand, Indenrigsordfører, Kirkeordfører                                     |                                             |
| Louise Schack Elholm       | 4.702   | Sjællands Storkreds         | Erhvervsordfører                                                                    |                                             |
| Troels Lund Poulsen        | 4.584   | Østjyllands Storkreds       | Formand, Forsvarsminister                                                           |                                             |
| Jan E. Jørgensen           | 4.270   | Københavns Storkreds        | Kulturordfører                                                                      |                                             |
| Hans Andersen              | 4.031   | Nordsjællands Storkreds     | Skatteordfører, Ligestillingsordfører                                               |                                             |
| Peter Juel-Jensen          | 3.849   | Bornholms Storkreds         | Beredskabsordfører, Transportordfører, Uddannelses- og forskningsordfører           |                                             |
| Linea Søgaard-Lidell       | 3.719   | Københavns Storkreds        | Klima-, energi- og forsyningsordfører                                               |                                             |
| Kim Valentin               | -       | Københavns Omegns Storkreds | Europa- og EU-ordfører, Erhvervsskatteordfører                                      | Suppleant for Karen Ellemann (2022-)        |
| Heidi Bank                 | -       | Østjyllands Storkreds       | Boligordfører                                                                       | Suppleant for Jakob Ellemann-Jensen (2023-) |

## Valghistorik

### Folketingsvalg
| Folketingsvalg     | Stemmer   | Procent | Mandater | ±   |
| ------------------ | --------- | ------- | -------- | --- |
| 1910               | 118.988   | 34,1 %  | 57       | +57 |
| 1913               | 104.885   | 29,0 %  | 24       | -33 |
| 1915               |           |         | 43       | +19 |
| 1918               | 271.879   | 29,7 %  | 46       | +3  |
| 26. april 1920     | 353.680   | 34,4 %  | 49       | +3  |
| 6. juli 1920       | 347.044   | 36,2 %  | 52       | +3  |
| 21. september 1920 | 411.661   | 34,0 %  | 51       | -1  |
| 1924               | 362.682   | 28,3 %  | 44       | -7  |
| 1926               | 378.137   | 28,3 %  | 46       | +2  |
| 1929               | 402.121   | 28,8 %  | 43       | -3  |
| 1932               | 381.862   | 24,7 %  | 38       | -5  |
| 1935               | 293.393   | 17,9 %  | 26       | -12 |
| 1939               | 309.355   | 18,2 %  | 30       | +4  |
| 1943               | 376.850   | 18,7 %  | 28       | -2  |
| 1945               | 479.158   | 23,4 %  | 38       | +10 |
| 1947               | 529.140   | 26,1 %  | 49       | +11 |
| 1950               | 438.188   | 21,3 %  | 32       | -17 |
| 21. april 1953     | 456.896   | 22,1 %  | 33       | +1  |
| 22. september 1953 | 499.656   | 23,1 %  | 42       | +9  |
| 1957               | 578.932   | 25,1 %  | 45       | +3  |
| 1960               | 512.041   | 21,1 %  | 38       | -7  |
| 1964               | 547.770   | 20,8 %  | 38       | ±0  |
| 1966               | 539.027   | 19,3 %  | 35       | -3  |
| 1968               | 530.167   | 18,6 %  | 34       | -1  |
| 1971               | 450.904   | 15,6 %  | 30       | -4  |
| 1973               | 374.283   | 12,3 %  | 22       | -8  |
| 1975               | 711.298   | 23,3 %  | 42       | +20 |
| 1977               | 371.728   | 12,0 %  | 21       | -21 |
| 1979               | 396.484   | 12,5 %  | 22       | +1  |
| 1981               | 353.280   | 11,3 %  | 20       | -2  |
| 1984               | 405.737   | 12,1 %  | 22       | +2  |
| 1987               | 354.291   | 10,5 %  | 19       | -3  |
| 1988               | 394.190   | 11,8 %  | 22       | +3  |
| 1990               | 511.643   | 15,8 %  | 29       | +7  |
| 1994               | 775.176   | 23,3 %  | 42       | +13 |
| 1998               | 817.894   | 24,0 %  | 42       | ±0  |
| 2001               | 1.077.858 | 31,2 %  | 56       | +14 |
| 2005               | 974.637   | 29,0 %  | 52       | -4  |
| 2007               | 908.472   | 26,2 %  | 46       | -6  |
| 2011               | 947.726   | 26,7 %  | 47       | +1  |
| 2015               | 685.188   | 19,5 %  | 34       | -13 |
| 2019               | 825.486   | 23,4 %  | 43       | +9  |
| 2022               | 460.546   | 13,3 %  | 23       | -20 |

### Europa-Parlamentsvalg
| Europa- Parlamentsvalg | Stemmer | Stemmer | Stemmer                | Mandater | Mandater | Valgte kandidater                                                                       |
| Europa- Parlamentsvalg | Antal   | Procent | Ændring i procentpoint | Antal    | Ændring  | Valgte kandidater                                                                       |
| ---------------------- | ------- | ------- | ---------------------- | -------- | -------- | --------------------------------------------------------------------------------------- |
| 1979                   | 252.767 | 14,4    | +14,4                  | 3        | +3       | Tove Nielsen, Niels Haagerup, Jørgen Nielsen                                            |
| 1984                   | 248.397 | 12,4    | -2,0                   | 2        | -1       | Tove Nielsen, Jørgen Nielsen                                                            |
| 1989                   | 297.565 | 16,6    | +4,2                   | 3        | +1       | Klaus Riskær Pedersen, Tove Nielsen, Niels Anker Kofoed                                 |
| 1994                   | 394.362 | 19,0    | +2,4                   | 4        | +1       | Karin Riis-Jørgensen, Bertel Haarder, Niels Anker Kofoed, Eva Kjer Hansen               |
| 1999                   | 460.834 | 23,4    | +4,3                   | 5        | +1       | Karin Riis-Jørgensen, Niels Busk, Anne E. Jensen, Bertel Haarder, Ole Andreasen         |
| 2004                   | 366.735 | 19,4    | −4,0                   | 3        | -2       | Karin Riis-Jørgensen, Niels Busk, Anne E. Jensen                                        |
| 2009                   | 474.041 | 20,2    | +0,8                   | 3        | 0        | Jens Rohde, Morten Løkkegaard, Anne E. Jensen                                           |
| 2014                   | 379.840 | 16,7    | -3,5                   | 2        | -1       | Ulla Tørnæs, Jens Rohde                                                                 |
| 2019                   | 647.893 | 23,5    | +6,8                   | 4        | +2       | Søren Gade, Morten Løkkegaard, Asger Christensen og (fra 1/2 2020) Linea Søgaard-Lidell |

Søren Gade forlod Europa-Parlamentet i 2022 da han blev valgt i til Folketinget. Han blev afløst af Bergur Løkke Rasmussen. Løkke Rasmussen skiftede til Moderaterne i 2023.

### Statsministre
Venstre har i danmarkshistorien haft 11 statsministre siden systemskiftet i 1901, der bragte den første Venstreregering til magten.
- Johan Henrik Deuntzer, (Reformvenstre) 1901-1905
- J. C. Christensen, (Reformvenstre) 1905-1908
- Niels Neergaard, (Moderat) 1908-1909, 1920-1924
- Ludvig lensgreve Holstein-Ledreborg, (Moderat) 1909
- Klaus Berntsen, (Moderat) 1910-1913
- Thomas Madsen-Mygdal, 1926-1929
- Knud Kristensen, 1945-1947
- Erik Eriksen, 1950-1953
- Poul Hartling, 1973-1975
- Anders Fogh Rasmussen, 2001-2009
- Lars Løkke Rasmussen, 2009-2011, 2015-2019

## Økonomi
I valgåret 2019 havde Venstre såvel indtægter som udgifter for 52 mio. kr. Udgifter i forbindelse med folketings- og Europaparlamentsvalgene udgjorde 21 mio. kr.
Af indtægterne kom 3 mio. kr. fra medlemskontingenter, 23 mio. kr. var offentlig partistøtte, og 25 mio. kr. var bidrag fra organisationer og virksomheder. Partiet modtog bidrag på over 20.900 kr. (grænsen for oplysningspligtige beløb) fra i alt 22 bidragydere, heriblandt:
- A.P. Møller - Mærsk
- Arp-Hansen Hotel Group
- Bryggeriforeningen
- Crowne Plaza Copenhagen Towers
- Dansk Arbejdsgiverforening
- Dansk Erhverv
- DI - Dansk Industri
- Den Liberale Erhvervsforening
- Den Liberale Erhvervsklub
- Foss A/S
- Fremstillingsindustrien
- Fritz Schur A/S
- Industriens Arbejdsgivere i København
- Landbrug & Fødevarer
- TEKNIQ - Installatørernes Organisation
- Tobaksindustrien

### Politiske erhvervsklubber
I 1998 blev pengeklubben Den Liberale Erhvervsklub oprettet efter amerikansk forbillede for at formidle penge til Venstre fra ledende medlemmer i erhvervslivet. Det var den første såkaldte pengeklub herhjemme. Den havde i 2009 knap 100 topledere som medlemmer. I 2017 oprettedes en ekstra forening, Den Liberale Erhvervsforening, med samme formål.